# François-Henri Jumel
Pour les articles homonymes, voir Jumel (homonymie).
François-Henri Jumel est un homme politique français né le 5 septembre 1847 à Mont-de-Marsan (Landes) et décédé le 11 août 1918 à Saint-Jean-de-Luz (Pyrénées-Atlantiques).

## Biographie
Avocat à Mont-de-Marsan, il est député des Landes de 1886 à 1906, siégeant à gauche, sur les bancs républicains. Il est secrétaire de la Chambre de 1890 à 1892. Il est aussi maire d'Ousse-Suzan et conseiller général. 

### Sources
- « François-Henri Jumel », dans Adolphe Robert et Gaston Cougny, Dictionnaire des parlementaires français, Edgar Bourloton, 1889-1891 [détail de l’édition]
- « François-Henri Jumel », dans le Dictionnaire des parlementaires français (1889-1940), sous la direction de Jean Jolly, PUF, 1960 [détail de l’édition]